# Anoplodera corvina
Anoplodera corvina là một loài bọ cánh cứng trong họ Cerambycidae.